# لاري باكستر
لاري باكستر (بالإنجليزية: Larry Baxter)‏ هو لاعب كرة قدم بريطاني، ولد في 24 نوفمبر 1931، وتوفي في 24 نوفمبر 2016. لعب مع نادي نورثامبتون تاون.